# Porto di Shanghai

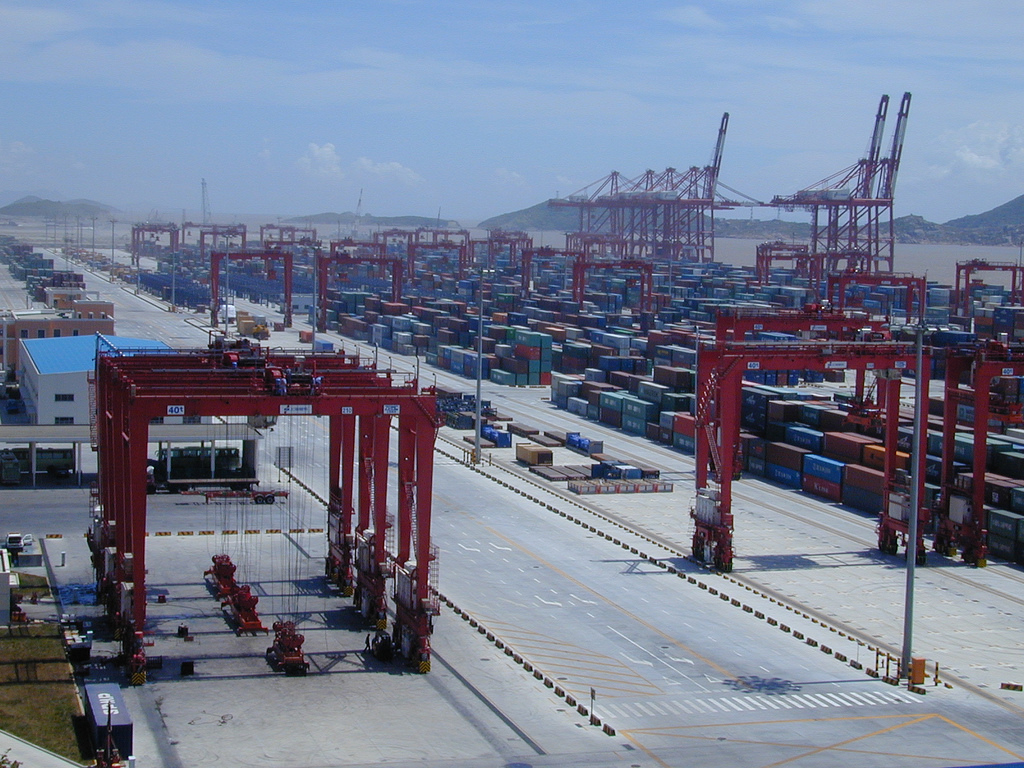
Porto di Yangshan (Shangai)

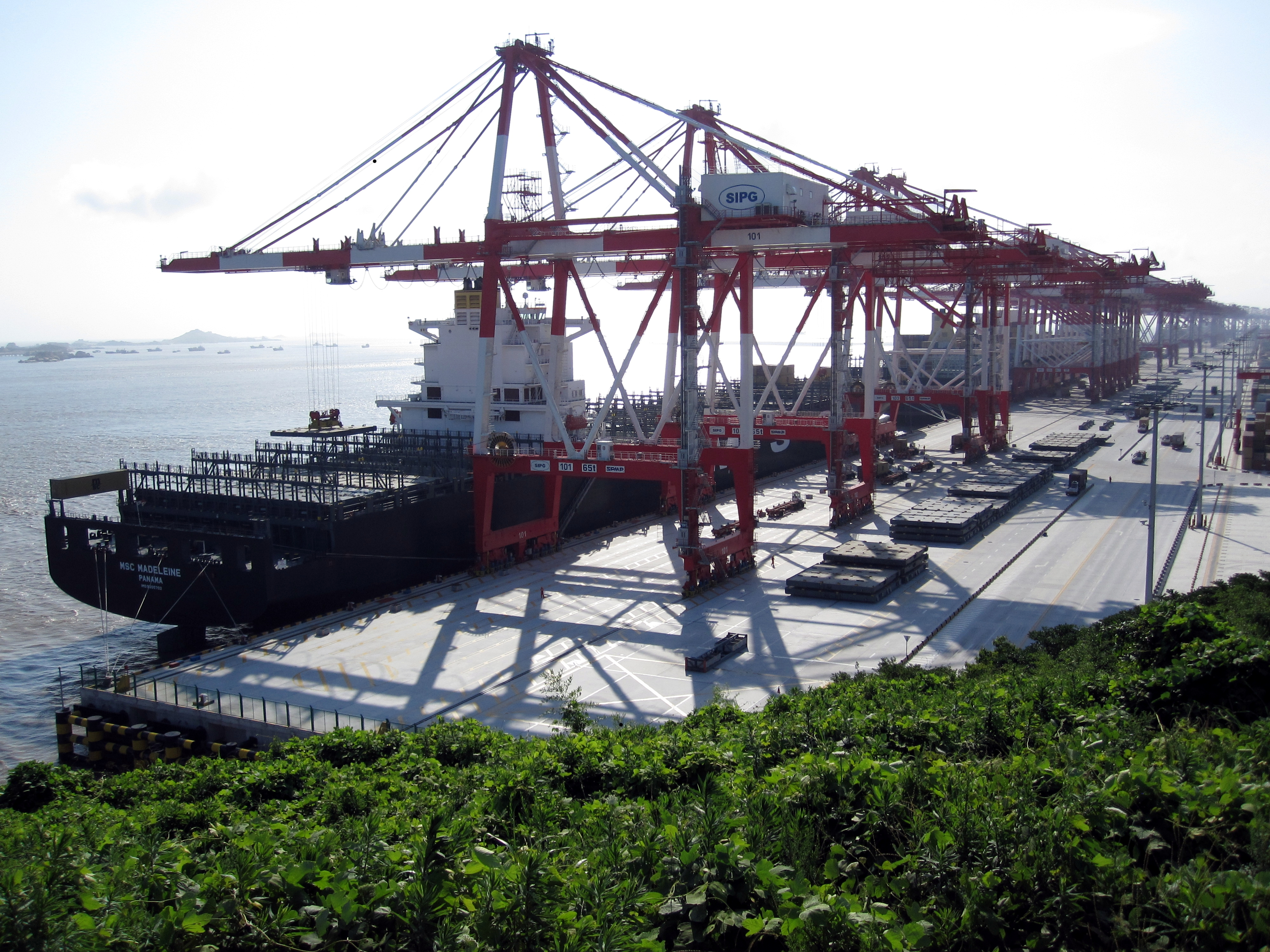
Porto di Shanghai

Il porto di Shangai (Cinese: 上海港; pinyin: Shànghǎi Gǎng; Wu: Zaanhe Kaon) è il porto fluviale più grande del mondo ed è anche il più importante della Cina e del mondo; è gestito dal Gruppo Shanghai International Port.
Nel 2010, il porto ha superato quello di Singapore, diventando, così il porto più trafficato del mondo con 29 000 050 di TEU.